# 马真塔大道
马真塔大道（Boulevard de Magenta）位于法国巴黎的第九区和第十区，始于共和国广场和Beaurepaire路1号，止于罗什舒瓦尔大道（Boulevard de Rochechouart）1号和夏贝尔大道（Boulevard de la Chapelle）53号。 

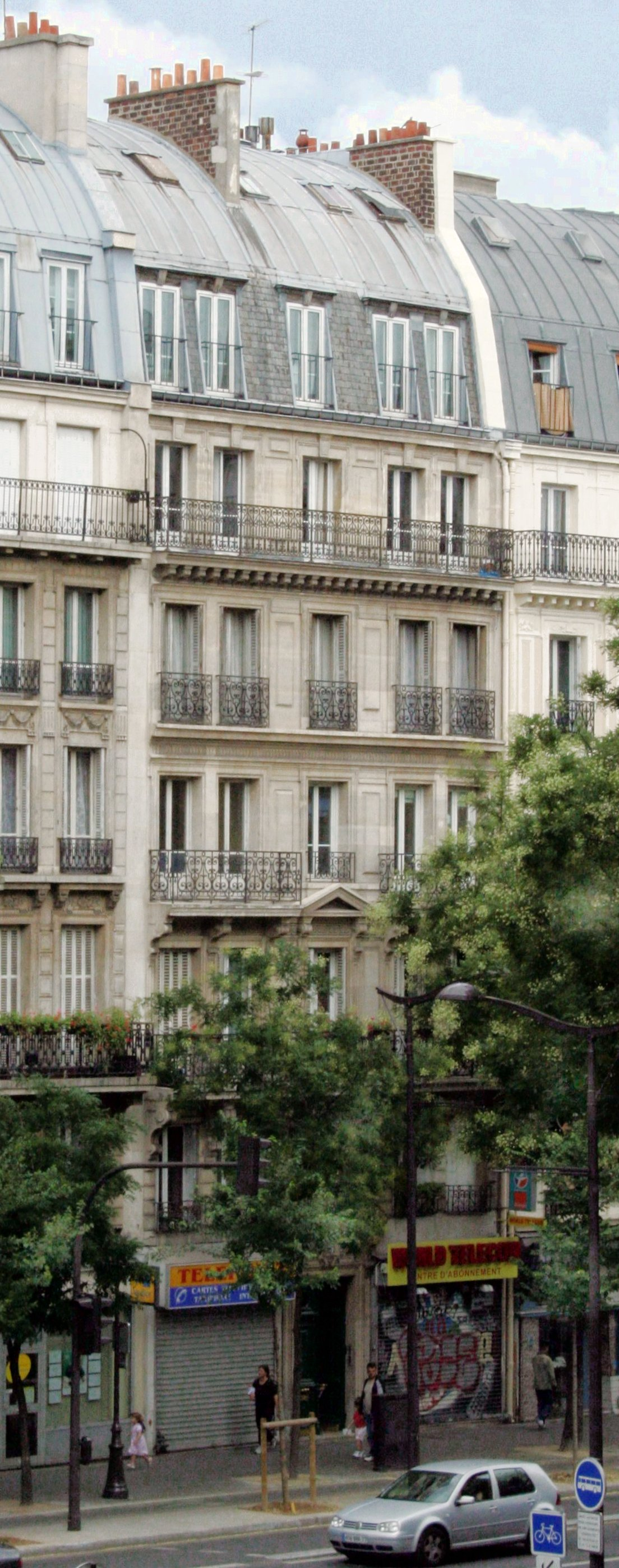
马真塔大道

马真塔大道得名于1859年6月4日在意大利马真塔附近进行的马真塔战役，撒丁王国和麦克马洪指挥的法国军队击败了奥地利。
马真塔大道是奥斯曼男爵改建巴黎计划的一部分，于1855年完成圣马丁市郊路（rue du Faubourg-Saint-Martin）和罗什舒瓦尔大道（boulevard de Rochechouart）之间部分，1859年完成共和国广场与圣马丁市郊路之间部分。